# Tutaibo
Genre
Synonymes
- Bonnetia Caporiacco, 1955 nec Robineau & Desvoidy, 1830
- Caporiacconia Racenis, 1955

Tutaibo est un genre d'araignées aranéomorphes de la famille des Linyphiidae.

## Distribution
Les espèces de ce genre se rencontrent en Amérique.

## Liste des espèces
Selon World Spider Catalog (version 25.5, 02/12/2024) :
- Tutaibo anglicanus (Hentz, 1850)
- Tutaibo carita Cajade, 2024
- Tutaibo debilipes Chamberlin, 1916
- Tutaibo formosus Millidge, 1991
- Tutaibo fucosus (Keyserling, 1891)
- Tutaibo niger (O. Pickard-Cambridge, 1882)
- Tutaibo phoeniceus (O. Pickard-Cambridge, 1894)
- Tutaibo pullus Millidge, 1991
- Tutaibo rubescens Millidge, 1991
- Tutaibo rusticellus (Keyserling, 1891)
- Tutaibo sam Cajade, 2024
- Tutaibo velox (Keyserling, 1886)

## Systématique et taxinomie
Ce genre a été décrit par Chamberlin en 1916 dans les Linyphiidae.
Bonnetia Caporiacco, 1955, préoccupé par Bonnetia Robineau & Desvoidy, 1830, remplacé par Caporiacconia par Racenis en 1955, a été placé en synonymie par Millidge en 1991.

## Publication originale
- Chamberlin, 1916 : « Results of the Yale Peruvian Expedition of 1911. The Arachnida. » Bulletin of the Museum of Comparative Zoology, vol. 60, p. 177-299 (texte intégral).